# Hypostomus agna
Hypostomus agna är en fiskart som först beskrevs av Miranda Ribeiro, 1907.  Hypostomus agna ingår i släktet Hypostomus och familjen Loricariidae. Inga underarter finns listade i Catalogue of Life.